# Alcimene (poeta)
Alcimene (in greco antico: Ἀλκιμένης?, Alkiménes; Atene, metà V secolo a.C. – ...) è stato un poeta comico ateniese, forse contemporaneo di Eschilo.

## Biografia
Alcimene, ateniese, è noto dalla Suda come poeta comico. Da un'iscrizione, risulterebbe essere stato vincitore alle Dionisie.

## Commedie
Non molto, a parte la vittoria agli agoni, sappiamo dell'opera di Alcimene, di cui non sopravvive alcun frammento. Tra le sue opere pare vi fosse la commedia Κολυμβῶσαι (Le nuotatrici), ammirata da Tinnico, giovane contemporaneo di Eschilo.